# ドリーム (狛江市の企業)
株式会社ドリーム（英文社名：DREAM Co., Ltd. ）は、東京都狛江市に本社を置き、ファーストフードレストランを運営する日本の企業。日本マクドナルドのフランチャイジーとして、東京都多摩地域および世田谷区、神奈川県川崎市においてマクドナルドの店舗を運営する。

## 概要
1999年4月に有限会社ドリームとして設立、同年6月に同社1号店となるマクドナルドつつじヶ丘店にて営業開始。また同年には調布市の東京スタジアム（味の素スタジアム）をホームグラウンドとするFC東京への協賛を開始した。
1号店のマクドナルドつつじヶ丘店は、京王線つつじヶ丘駅西口（東京都調布市西つつじケ丘3丁目36-1）に位置し、食品スーパー「オオゼキつつじヶ丘店」の2階にあった。2015年11月15日をもって閉店し、17年の歴史に幕を閉じた。跡地には「ピアーズ カフェつつじヶ丘店」が出店した。

2号店のマクドナルド調布ワンダーシティ店（東京都調布市菊野台1丁目34-5）は、ナムコが運営していたゲームセンター「調布ワンダーシティ」内に入居していた。「調布ワンダーシティ」は国道20号沿いの京王線柴崎駅北側に位置し、オリックスグループが運営する自動車教習所「調布自動車学校」に隣接していたボウリング場「調布スポーツセンター」に併設されていた。調布スポーツセンターの閉鎖後、跡地にはキテラタウン調布（旧称：クロスガーデン調布）が建設された。ただしマクドナルドは再出店せず、調布市では初出店となるバーガーキングが出店した。
3号店のマクドナルド狛江マルシェ店は、小田急線狛江駅（東京都狛江市中和泉）の駅ナカ商業施設「小田急マルシェ狛江」に入居し、2022年現在も営業継続している。また狛江マルシェ店を営業開始した2002年からは、ドナルド・マクドナルド・ハウスへのサポート活動も行っている。
2008年7月には株式会社へ改組し、現商号となる。同年には世田谷区・調布市内で6店舗を営業開始。翌2009年には川崎市内で9店舗を営業開始したが、うち2店舗は1年以内に撤退している。2010年にも町田市・川崎市で14店舗を営業開始し、この2年間で集中的に店舗を増加させた。
しかしその反動で2012年からは閉店が続き、同年から2016年までの4年間に6店舗を閉店。1号店のマクドナルドつつじヶ丘店を閉店した2015年には、成城学園前駅前で25年間にわたり親しまれてきた大型店のマクドナルド成城学園店も閉店した。成城エリアではスターバックスなどのシアトル系カフェに客を奪われる一方で、この頃から台頭してきたコンビニコーヒーとの価格競争もあり、老朽化した店舗のリニューアルに投資するより閉店を選んだとみられる。
その後は新規店舗の拡大は控え、店舗改装や「マックデリバリーサービス」の導入など既存店舗のブラッシュアップに努め、その傍らで社会貢献活動として、国立成育医療研究センターそばの「ドナルド・マクドナルド・ハウスせたがや」への協力を続けてきた。
2020年代に入ると、2021年12月10日には久しぶりの新規出店として、京王線仙川駅の駅ナカ商業施設「フレンテ仙川」に、マクドナルドフレンテ仙川店を開店。駅周辺に桐朋学園や白百合女子大学があり女子学生が多い客層に合わせ、エスプレッソやケーキ、マカロンなどのカフェメニューを扱う「マックカフェ」併設店舗としてオープンした。
さらに翌2022年10月28日には、つつじヶ丘駅北口の国道20号（甲州街道）沿いに、マクドナルド20号つつじヶ丘店を新規出店（フレンテ仙川店と同様に「マックカフェ」併設店舗）。これにより1号店出店地のつつじヶ丘駅北口に、7年ぶりに同社のマクドナルド店舗が復活することとなった。ただし新店舗の所在地は、調布市との市境にごく近い三鷹市中原1丁目となる。

## 店舗
すべてマクドナルドの店舗。店名は「マクドナルド○○店」。
現行店舗の詳細については、ドリーム公式サイト「店舗一覧」を参照。

### 東京都

#### 現行店舗
- 狛江マルシェ店
  - 狛江駅直結、小田急マルシェ狛江内。
- 多摩堤通り喜多見店
  - 多摩堤通り沿い、世田谷区立次大夫堀公園そば。
- 千歳船橋駅前店
  - 千歳船橋駅北口。
- 国領イトーヨーカドー店
  - イトーヨーカドー国領店1階フードコート内。
- マクドナルド国領マルエツ店
  - ココスクエア調布1階、マルエツ国領店内。
- 喜多見マルシェ店
  - 喜多見駅直結、小田急マルシェ喜多見内。
- 鶴川店
  - 鶴川駅西側、鶴川街道沿い。
- 鶴川真光寺店
  - ロードサイド店舗。鶴川街道沿い。所在地は町田市真光寺3丁目。
- 桜美林学園前店
  - 桜美林大学町田キャンパス南側。
- フレンテ仙川店
  - 2021年12月10日新規開店。仙川駅前、フレンテ仙川 南ビル2階。マックカフェ併設店舗。
- 20号つつじヶ丘店
  - 2022年10月28日新規開店。マックカフェ併設店舗。1号店出店地のつつじヶ丘駅北口へ7年ぶりに再出店。ただし所在地は1号店のあった駅前ロータリーではなく、国道20号（甲州街道）沿い市境付近の三鷹市中原。
- 祖師谷店
  - 2025年5月新規開店。

#### 閉店した店舗
- つつじヶ丘店[3]
  - 同社1号店[1]。2015年11月15日閉店[4]。つつじヶ丘駅北口ロータリーに面し、オオゼキつつじヶ丘店2階にあった。
- 調布ワンダーシティ店[7]
  - 調布ワンダーシティ内に出店、所在地は調布市菊野台1丁目[7]。閉店日不明（調布ワンダーシティ閉鎖に伴い閉店したと思われる）。
- 成城学園前店[10]
  - 2015年10月31日閉店[11][12]。成城学園前駅北口、所在地は世田谷区成城6丁目。3階建ての大型店で、1階はカウンター、2・3階が客席だった[10][11]。
- 経堂ライフ店
  - 2013年8月閉店[1]。ライフ経堂店（世田谷区経堂5丁目）内。
- 鶴川駅前マルエツ店
  - 2013年9月閉店[1]。鶴川駅北側、マルエツ鶴川店内。

### 神奈川県

#### 現行店舗
- 小田急新百合ヶ丘店
  - 新百合ヶ丘駅南口、小田急アコルデ新百合ヶ丘I 1・2階。
- 府中街道生田店
  - ロードサイド店舗。所在地は川崎市多摩区生田2丁目。
- 稲田堤店
  - JR稲田堤駅南側、スーパー「ニューヤヒロ パルケ」稲田堤駅前店並び。
- 川崎初山店
  - ロードサイド店舗。所在地は川崎市宮前区初山2丁目。
- 向ヶ丘遊園店
  - 向ヶ丘遊園駅南口ロータリーに面する。
- 久地駅前店
  - 久地駅西側、府中街道沿い。
- 登戸店
  - 登戸駅北側、多摩沿線道路沿い。
- 新百合ヶ丘北口店
  - 新百合ヶ丘駅北口、小田急アコルデ新百合ヶ丘北館1階。
- 小田急読売ランド駅前店
  - 読売ランド前駅南口。
- 下麻生店
  - ロードサイド店舗。麻生通り沿い、所在地は川崎市麻生区下麻生3丁目。
- はるひ野店
  - 県道・都道137号沿い、はるひ野駅と若葉台駅の中間に位置する。
- 246梶ヶ谷店
  - 梶が谷駅北西側、国道246号沿い。
- 高津駅前店
  - 高津駅西口、府中街道沿い。
- 溝の口イトーヨーカドー店
  - 溝の口駅・武蔵溝ノ口駅東側、イトーヨーカドー溝の口店1階。

#### 閉店した店舗
- 中野島駅前店
  - 2016年1月閉店[1]。中野島駅前（駅北側）。
- 川崎長沢店
  - 2010年6月閉店[1]。ロードサイド店舗、所在地は川崎市多摩区長沢4丁目。跡地にはドラッグストア「Fit Care DEPOT長沢店」が出店。
- 向ヶ丘店
  - 2010年8月31日閉店[1]。向ヶ丘遊園店と同月に開店、向ヶ丘遊園店とは異なる[1]。
- 栗平マルシェ店（旧称：栗平駅前店）
  - 2012年12月閉店[1]。栗平駅直結、小田急マルシェ栗平内。
- 小田急生田店
  - 2015年12月閉店[1]。生田駅前（駅北側）。